# Colonia Nueva Serratón
Colonia Nueva Serratón är en ort i Mexiko.   Den ligger i kommunen Zinacantepec och delstaten Mexiko, i den sydöstra delen av landet, 60 km väster om huvudstaden Mexico City. Colonia Nueva Serratón ligger 2 707 meter över havet och antalet invånare är 126.
Terrängen runt Colonia Nueva Serratón är kuperad åt sydväst, men åt nordost är den platt. Runt Colonia Nueva Serratón är det mycket tätbefolkat, med 2 103 invånare per kvadratkilometer. Närmaste större samhälle är Toluca, 8,3 km öster om Colonia Nueva Serratón. Runt Colonia Nueva Serratón är det i huvudsak tätbebyggt.